# Xian de Bishan
Le xian de Bishan (璧山县 ; pinyin : Bìshān Xiàn) est une subdivision de la municipalité de Chongqing en Chine.

## Géographie
Sa superficie est de 912 km2.

## Démographie
La population du district était de 597 644 habitants en 1999, et de 610 000 en 2004.

### Sources
- Géographie : (zh) Page descriptive (Phoer.net)
- (en) « Codes postaux de la municipalité de Chongqing »(Archive.org • Wikiwix • Archive.is • Google • Que faire ?)